# Indoclausia bacescui
Indoclausia bacescui is een eenoogkreeftjessoort uit de familie van de Clausiidae. De wetenschappelijke naam van de soort is voor het eerst geldig gepubliceerd in 1974 door Sebastian & Pillai.